# Saul Kripke
Saul Aaron Kripke (Bay Shore (New York), 13 november 1940 – Plainsboro (New Jersey), 15 september 2022) was een Amerikaans filosoof en logicus. Hij was hoogleraar aan de Princeton-universiteit. Kripke is vooral bekend door zijn werk op het gebied van de taalfilosofie en de metafysica. Ook definieerde hij een deel van de bijbehorende logica, met zijn Kripkemodel.
Kripkes belangrijkste werk is Naming and Necessity, de transcriptie van drie colleges die hij in 1970 gaf aan de Princeton-universiteit. Het werd voor het eerst in 1972 uitgegeven. In 1980 werd een door Kripke uitgebreide versie uitgegeven.
Kripke overleed in 2022 op 81-jarige leeftijd aan alvleesklierkanker.

## Filosofie
Kripke's werk kende drie hoofdpijlers. Naast zijn al genoemde onderzoek naar logische modellen voor mogelijke werelden, probeerde hij in Naming and Necessity een theorie voor de waarheidsvoorwaarden van eigennamen en beschrijvingen op te zetten. In een later werk (Wittgenstein on Rules and Private Language, 1982) gaf hij een sceptische lezing van Ludwig Wittgenstein's Philosophische Untersuchungen. Waar de eerste twee werken goed ontvangen werden, wordt zijn interpretatie van Wittgenstein vaak beschouwd als selectief en daardoor onjuist, bijvoorbeeld door Gordon Baker en Peter Hacker.

## Kripkemodellen

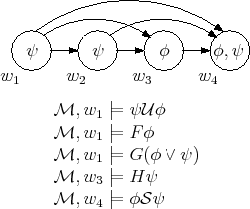
Kripkemodellen voor modale logica

Kripke beschreef (in zijn jongere jaren) als eerste een (grafische) modeltheorie voor modale logica. Deze vorm van logica werd hierdoor voornamelijk bekend als de logica van mogelijke werelden, omdat Kripke de formule {\displaystyle \Box \phi } definieerde als waar dan en slechts dan als {\displaystyle \phi } waar is in alle mogelijke werelden, en {\displaystyle \Diamond \phi } desda {\displaystyle \phi } het geval is in ten minste één mogelijke wereld, bereikbaar vanuit de huidige toestand.

## Naming and Necessity
Kripke uit in Naming and Necessity zijn ongenoegen over de tot dan toe normale gang van zaken voor wat betreft de waarheidsvoorwaarden van beschrijvingen. Normaliter werden deze beschouwd als synoniem aan de eigennamen die aan deze beschrijving voldoen, zoals bijvoorbeeld Bertrand Russell beargumenteerde. Echter, volgens Kripke refereert iets aan een object middels een causale connectie met dat object, die in stand gehouden wordt door een taalgemeenschap. Eigennamen verschillen hierin van beschrijvingen, doordat eerstgenoemde in alle mogelijke werelden naar hetzelfde object zullen verwijzen; beschrijvingen daarentegen kunnen een ander referent hebben in een andere mogelijke wereld. Zo verwijst "de huidige minister-president van Nederland" naar Dick Schoof, terwijl in een andere mogelijke wereld dit best eens Job Cohen of Gertrude Stein had kunnen zijn. De individuele namen zullen echter in elke wereld aan dezelfde persoon refereren. Kripke introduceerde voor eigennamen de notie van vaste verwijzer.
Met deze theorie wilde Kripke ook aangeven dat het gat in Immanuel Kant's theorie van soorten uitspraken, a posteriori noodzakelijke waarheden, wel degelijk gevuld kan worden: hierin zouden uitspraken vallen die twee verschillende namen refereren aan hetzelfde object. Het zou hier dan dus gaan om waarheden die enkel empirisch verifieerbaar zijn, maar desalniettemin waar in alle mogelijke werelden, zoals "Water is H2O". Hoewel Hilary Putnam het vaak eens was met Kripke, lijkt hij op dit punt af te wijken, gezien zijn tweeling-aarde gedachte-experiment.

## Wittgenstein on Rules and Private Language
In een sceptische interpretatie van Wittgenstein's Philosophische Untersuchungen claimt Kripke dat we nooit zeker kunnen weten wanneer iemand daadwerkelijk de door ons bedachte regel volgt, en niet een andere. Hij geeft het voorbeeld van iemand die we zien optellen. Het is erg waarschijnlijk dat hij de normale regels volgt, zeker als we het hem goed zien doen bij sommen tot honderd, maar waarom zou hij niet een operator als 'quus' volgen, waarbij x 'quus' y = x + y als x, y < 50, en anders x 'quus' y = 5. Het voormalige gebruik van de normale functie van optellen kan uiteraard door oneindig veel van dit soort 'quus'-functies worden gesimuleerd. En nog erger: voor elk woord in de taal kunnen we zulke alternatieve betekenisfuncties verzinnen.
Deze interpretatie van Wittgenstein is gestuit op de nodige controverse: Kripke zou voornamelijk paragraaf 201 van Wittgenstein's werk selectief geciteerd hebben, om zo beter aan te sluiten op zijn eigen gedachtegoed. Met een geuzennaam wordt zijn lezing dan ook wel Kripkenstein genoemd. Desalniettemin blijft Kripke's verhandeling een belangrijke in de receptie van Wittgenstein's Philosophische Untersuchungen.
- Bibsys: 90104202
- Biblioteca Nacional de España: XX990115
- Bibliothèque nationale de France: cb119101083 (data)
- Catàleg d'autoritats de noms i títols de Catalunya: 981058518846306706
- CiNii: DA00388005
- DBLP: 80/3448
- Gemeinsame Normdatei: 118813455
- International Standard Name Identifier: 0000 0001 1080 8458
- Library of Congress Control Number: n79128358
- Mathematics Genealogy Project: 13743
- Bibliotheek van het Japanse parlement: 00446355
- Nationale Bibliotheek van Tsjechië: jn20011019100
- Nationale bibliotheek van Australië: 35973328
- Nationale Bibliotheek van Israël: 987007264093605171
- Nationale Bibliotheek van Polen: a0000001282283
- Nationale en Universitaire bibliotheek Zagreb: 000200530
- Nederlandse Thesaurus van Auteursnamen: 06870853X
- ORCID: 0000-0001-7993-9456
- Réseau des bibliothèques de Suisse occidentale: 02-A003475056
- Istituto Centrale per il Catalogo Unico: CFIV050272
- LIBRIS: 291251
- SNAC: w6h20cpp
- Système universitaire de documentation: 026954079
- Trove: 1169195
- Virtual International Authority File: 108251834
- WorldCat: E39PBJhCyJVDXjfkRKbtcqCPcP